# Euxesta conserta
Euxesta conserta är en tvåvingeart som beskrevs av Frederik Maurits van der Wulp 1899.
Euxesta conserta ingår i släktet Euxesta och familjen fläckflugor. Inga underarter finns listade i Catalogue of Life.